# 豪斯布伦
豪斯布伦是奥地利下奥地利州米斯特尔巴赫县的一个市镇。总面积16.17平方公里，总人口864人，人口密度53.4人/平方公里（2005年）。